# Cardrona (rivière)
Pour les articles homonymes, voir Cardrona (homonymie).
La rivière Cardrona  (anglais : Cardrona River) est un cours d’eau, qui coule dans le district de Queenstown-Lakes, dans la région d’Otago dans l’Île du Sud de la Nouvelle-Zélande. C'est un affluent de la rive droite du fleuve Clutha.

## Géographie
C’est l’un des premiers affluents du fleuve Clutha, en rive droite. Elle le rencontre à seulement 5 km de son origine, à la sortie du lac Wanaka.
La rivière Cardrona s’écoule vers le nord sur 40 km le long d’une vallée étroite et raide dite « Cardrona Valley », qui est aussi la localisation d’une des routes les plus notoirement difficiles de la Nouvelle-Zélande : la route de 'Crown Range (en)'.

## Galerie

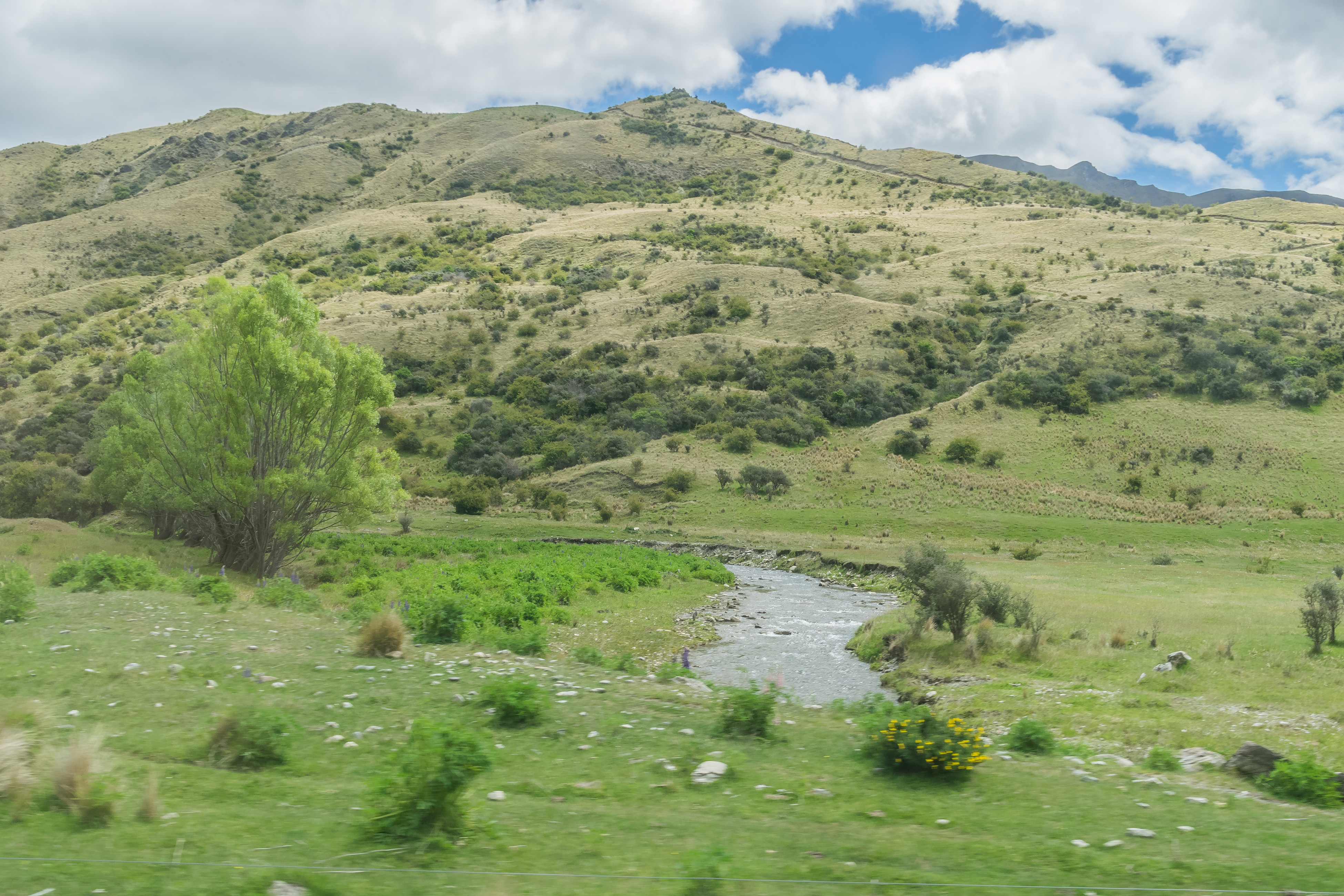
Cardrona en Otago
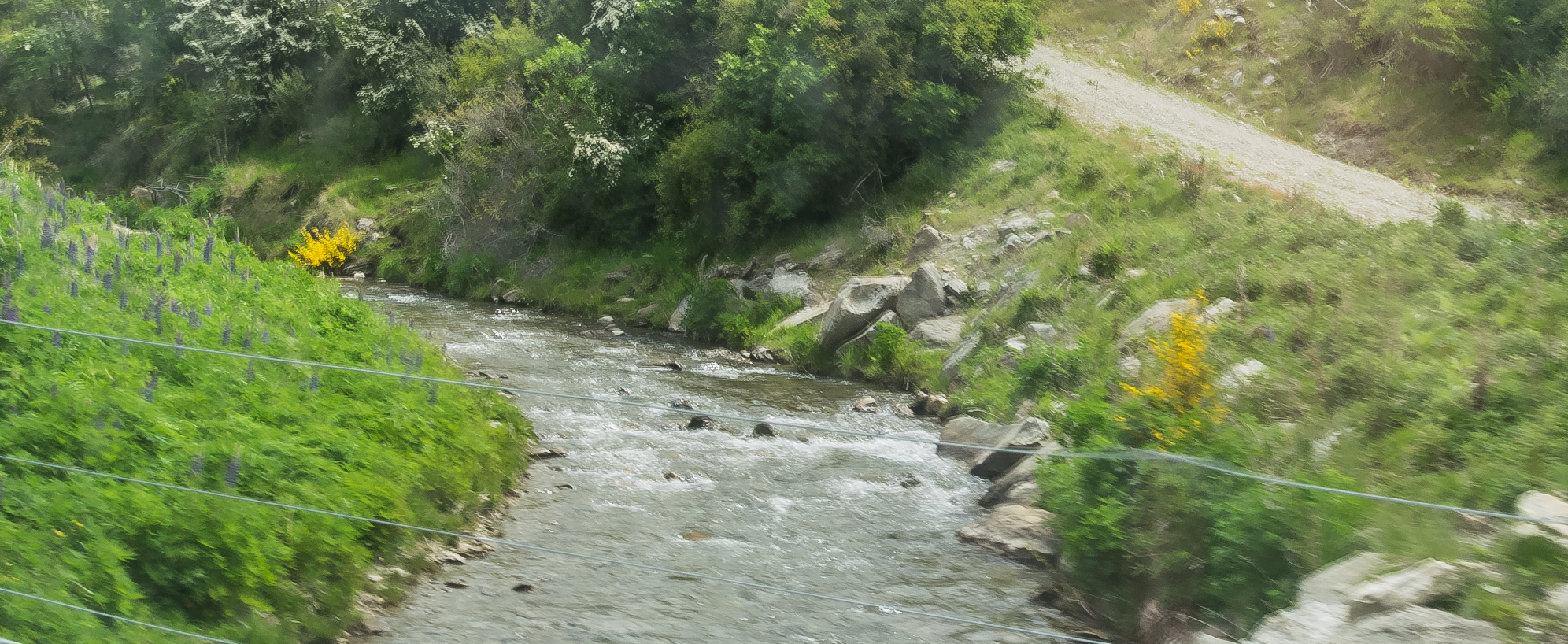
Cardrona en Otago